# Раянов, Фанис Мансурович
Фанис Мансурович Раянов (12 декабря 1938, Тактагулово, Башкирская АССР — 5 апреля 2024, Уфа) — советский и российский учёный-правовед, член-корреспондент Академии наук Республики Башкортостан, доктор юридических наук, профессор.

## Биография
Фанис Мансурович Раянов родился 12 декабря 1938 года в деревне Тактагулово Бакалинского района Башкирской АССР.
В 1965 году окончил Свердловский юридический институт.
С 1965 года работал помощником прокурора Нуримановского, далее — прокурором Балтачевского районов Башкирской АССР.
В 1969—1970 годах являлся старшим преподавателем Уфимского факультета Свердловского юридического института.
В 1970—1973 годах — инструктор Башкирского обкома КПСС.
С 1974 года преподавал в Башкирском государственном университете (ныне Уфимский университет науки и технологий). В 1978—1981 и 1988—2004 годах являлся заведующим кафедрой теории и истории государства и права.
В 1981—1986 и в 1989—1992 годах — декан юридического факультета БашГУ (ныне Уфимский университет науки и технологий).
С 2005 года — главный редактор журнала «Правовое государство: теория и практика».
С 2006 года — профессор кафедры «Теория государства и права» Башкирского государственного университета (ныне Уфимский университет науки и технологий).
Скончался 5 апреля 2024 года на 86-м году жизни.

## Научная деятельность
Область научной деятельности Фаниса Мансуровича Раянова — теория государства и права, экологическое и аграрное право.
Среди его учеников Ф. М. Раянова 4 доктора и 42 кандидата юридических наук.

### Научные труды
Раянов Фанис Мансурович — автор более 250 научных трудов, включая 9 монографий.
- Раянов Ф. М. Проблемы теории государства и права (юриспруденции). — М., 2003.
- Раянов Ф. М. Государственно-правовые «болезни»: исторический диагноз. — Уфа, 2005.
- Раянов Ф. М. Правовое государство — судьба России. — Уфа, 2007.
- Раянов Ф. М. Правовое государство и современный мир. — СПб., 2012. − 175 с.
- Раянов Ф. М. Проблемы теории и практики правового государства. — Уфа, 2013.
- Раянов Ф. М. Теория правового государства. — М., 2014.
- Раянов Ф. М. Гражданское общество и правовое государство: проблемы понимания и соотношения. — М., 2015.
- Раянов Ф. М. Философия права: дискурсивный анализ и новые выводы. — М., 2017.
- Раянов Ф. М. Правовое обществоведение. — М., 2018.

## Награды и звания
- Заслуженный деятель науки Башкирской АССР
- Почётный работник высшей школы Российской Федерации.